# 댈튼 극소기

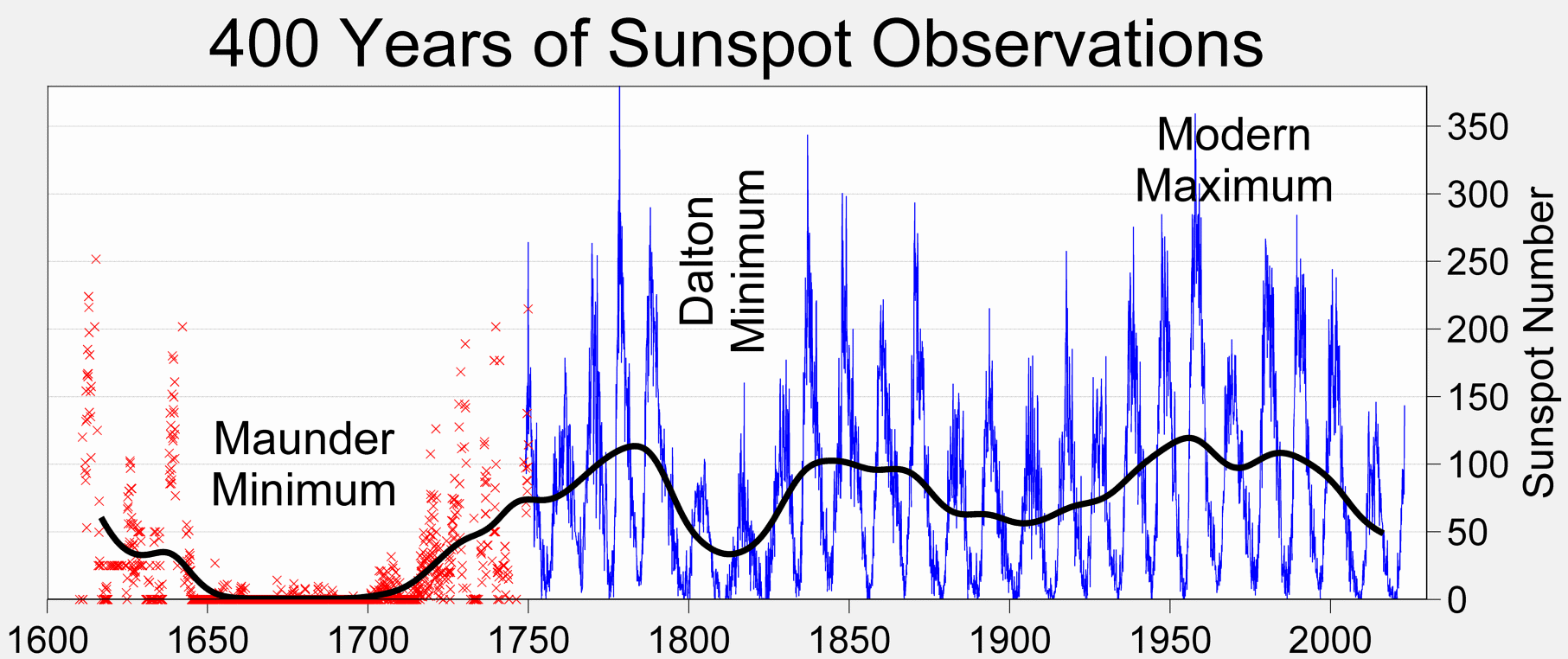
지난 400간의 역사 속 댈튼 극소기와 흑점 수 그래프.

댈튼 극소기(Dalton Minimum)는 영국의 기상학자 존 댈튼의 이름을 따서 지어진 태양 극소기 기간 중 하나이다. 이 기간은 1790년-1830년 또는 1796년-1820년으로 알려져 있으며 제 4태양주기에서 제7태양주기 사이의 기간이다.

## 댈튼 극소기와 기후
댈튼 극소기는 기타 최대 극소기와 같이 지구 평균 기온이 낮았던 시기였다. 이 기간에는 독일의 연평균 온도가 평균보다 1 °C 정도 낮았다.
이 기간 평균 온도가 낮았던 것과 댈튼 극소기로 태양 활동이 저하되었던 것 간의 인과관계에 대해서는 확실하게 결론이 내려져 있지 않다. 최근의 논문에서는 화산 활동이 활발해진 것이 기후 변화에 더 큰 영향을 준 것이라고도 평가하고 있다. 1816년의 여름 없는 해가 이 댈튼 극소기 안에 포함되기는 하나 이 기온의 극하락은 최근 2000년간 가장 큰 2번의 화산 폭발 중 하나인 인도네시아 탐보라 산의 VEI 7급 폭발이 더 큰 영향을 준 것이었다.

## 같이 보기
- 태양 주기
- 마운더 극소기

## 참고 문헌
- Komitov, Boris and Vladimir Kaftan (2004) "The Sunspot Activity in the Last Two Millenia on the Basis of Indirect and Instrumental Indexes: Time Series Models and Their Extrapolations for the 21st Century", in Proceedings of the International Astronomical Union, 2004, pp. 113-114.
- Wagner, Sebastian and Eduardo Zorita (2005) "The influence of volcanic, solar and CO2 forcing on the temperatures in the Dalton Minimum (1790–1830): a model study[깨진 링크(과거 내용 찾기)]", Climate Dynamics v. 25, pp. 205–218, doi 10.1007/s00382-005-0029-0.
- Wilson, Robert M. (nd) "Volcanism, Cold Temperature, and Paucity of Sunspot Observing Days (1818-1858): A Connection?", The Smithsonian/NASA Astrophysics Data System, accessed February 2009.

## 추가 자료
- A detailed analysis with the auroral and solar data has been given by Wilfried Schröder, N.N. Shefov in a paper in Ann. Geophys. 2004. Also details can be found in Wilfried Schröder, Das Phänomen des Polarlichts (The Aurora in Time), Darmstadt, Wissenschaftliche Buchgeselllschaft 1984, and Science Edition, Bremen, 2000.